# Philippsreut
Philippsreut je obec v zemském okrese Freyung-Grafenau v Bavorsku. Obec se nachází přímo na hranici s Českou republikou 15 km severovýchodně od okresního města Freyung. Lyžařské středisko Mitterfirmiansreut v místní části kolem 1140 metrů vysokého Almbergu je oblíbenou prázdninovou destinací. Vzhledem k vysoké poloze obce na otevřeném hřebeni je zde poměrně drsné podnebí, které ovlivňuje zejména studený severovýchodní vítr. Obcí prochází rozvodí mezi Dunajem (Černé moře) a Vltavou (Severní moře); pomník, který ukazuje na rozvodí, stojí krátce před vjezdem do města ve směru od Freyungu (vpravo).

## Místní části
- Alpe (1122 m n. m.)
- Hinterfirmiansreut (ves, lidově známá jako die Schmelz kvůli historické sklárně)
- Marchhauser
- Mitterfirmiansreut (1040 m n. m.)
- Philippsreut (981 m n. m.)
- Vorderfirmiansreut

## Historie
Toto místo v bývalém pasovském biskupství bylo sekularizováno v roce 1803 s největší částí biskupského území ve prospěch arcivévody Ferdinanda Toskánského a připadlo Bavorsku až v roce 1805 mírovými smlouvami z Brna a Pressburgu (dnešní Bratislava). Místo vzniklo z napajedla na bývalé střední Zlaté stezce neboli vimperské stezce, která byla kdysi nejdůležitější obchodní cestou v jižním Německu. Město bylo založeno v roce 1692 jako Kleinphilippsreut na příkaz pasovského knížete–biskupa Jana Filipa z Lambergu, který vládl v letech 1689–1712. Mauth se dříve nazýval Grossphilippsreut. Slovní základ „reut“ v němčině označuje paseku nebo mýtinu.
Vesnice Vorderfirmiansreut, Mitterfirmiansreut a Hinterfirmiansreut byly založeny v roce 1764 pasovským knížetem-biskupem Leopoldem Ernstem kardinálem z Firmianu (1763–1783).
V samotné vesnici bývalo mnoho hudebníků, kteří chodili od vesnice k vesnici a od festivalu k festivalu. Hráli tam za pár drobných. Odtud dřívější název v lidovém jazyce Pfenniggeigerhäuser.
V roce 1911 byl ve vesnici Mitterfirmiansreut postaven kostel ze sněhu. Postavili jej místní obyvatelé jako nouzový, aby upozornili na skutečnost, že ještě žádný kostel nemají. V roce
2011 tam byl postaven kostel ze sněhu znovu.
1. července 1936 byla obec Kleinphilippsreut oficiálně přejmenována na Philippsreut.
Do roku 1945 patřila k obci Philippsreut i bývalá sklářská osada Schwarzenthal.

## Cestovní ruch
V obci je lyžařské středisko Mitterfirmiansreut-Philippsreut, ve kterém je dvousedačková lanovka a několik vleků na sjezdovky všech stupňů obtížnosti v okolí Almbergu. V lyžařském středisku je několik hotelů, restaurací a ubytovacích zařízení.
Jsou zde turistická přeshraniční propojení Kunžvartské sedlo – Vorderfirmiansreut a Žďárek – Hinterfirmiansreut.
Je zde postavena kopie Stožecké kaple.

## Doprava
Přes obec vede německá silnice B 12 k velmi frekventovanému hraničnímu přechodu Strážný v Česku, odkud vede silnice I/4 na Prahu. Poté, co dne 21. prosince 2007 vstoupila v platnost Schengenská dohoda pro německo-českou hranici, byl hraniční přechod zcela opuštěn. Silnice B 12 vede přímo k hraničnímu přechodu po nově vybudovaném obchvatu intravilánu obce. Po silnici B 12 je do Pasova cca 50 km a opačným směrem je po silnici I/4 do Prahy 165 km.

## Galerie

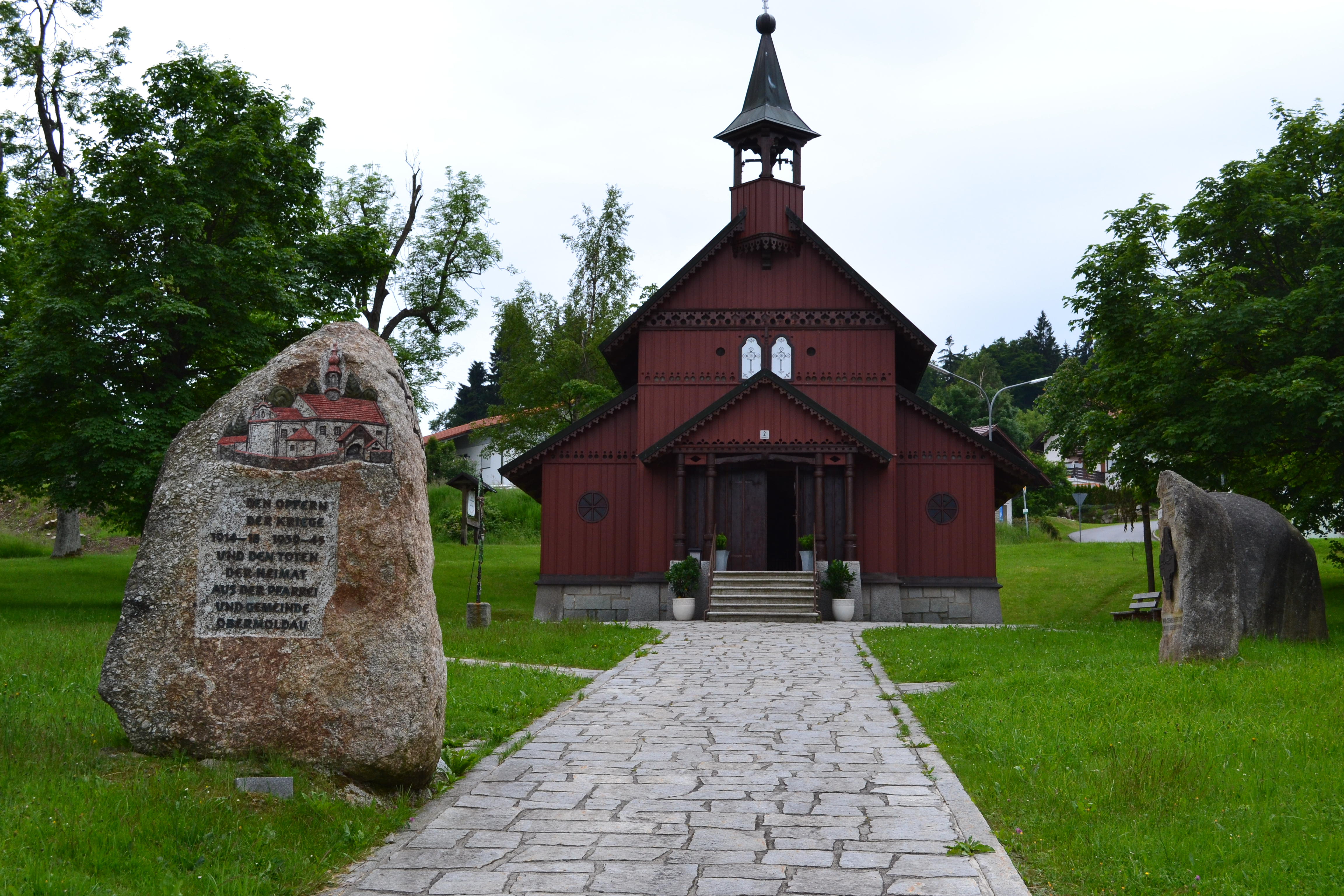
Kopie stožecké kaple Panny Marie
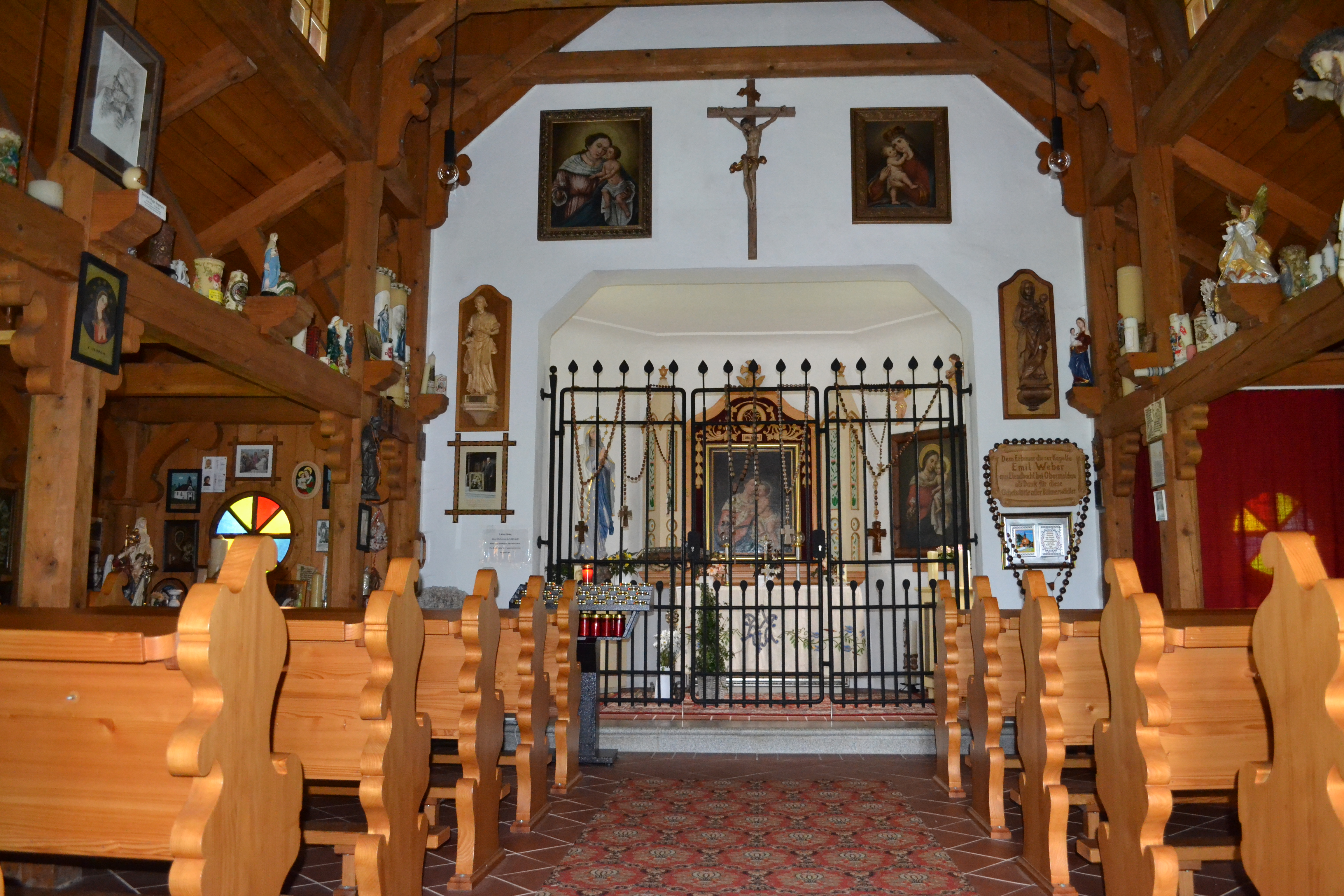
Interiér kaple
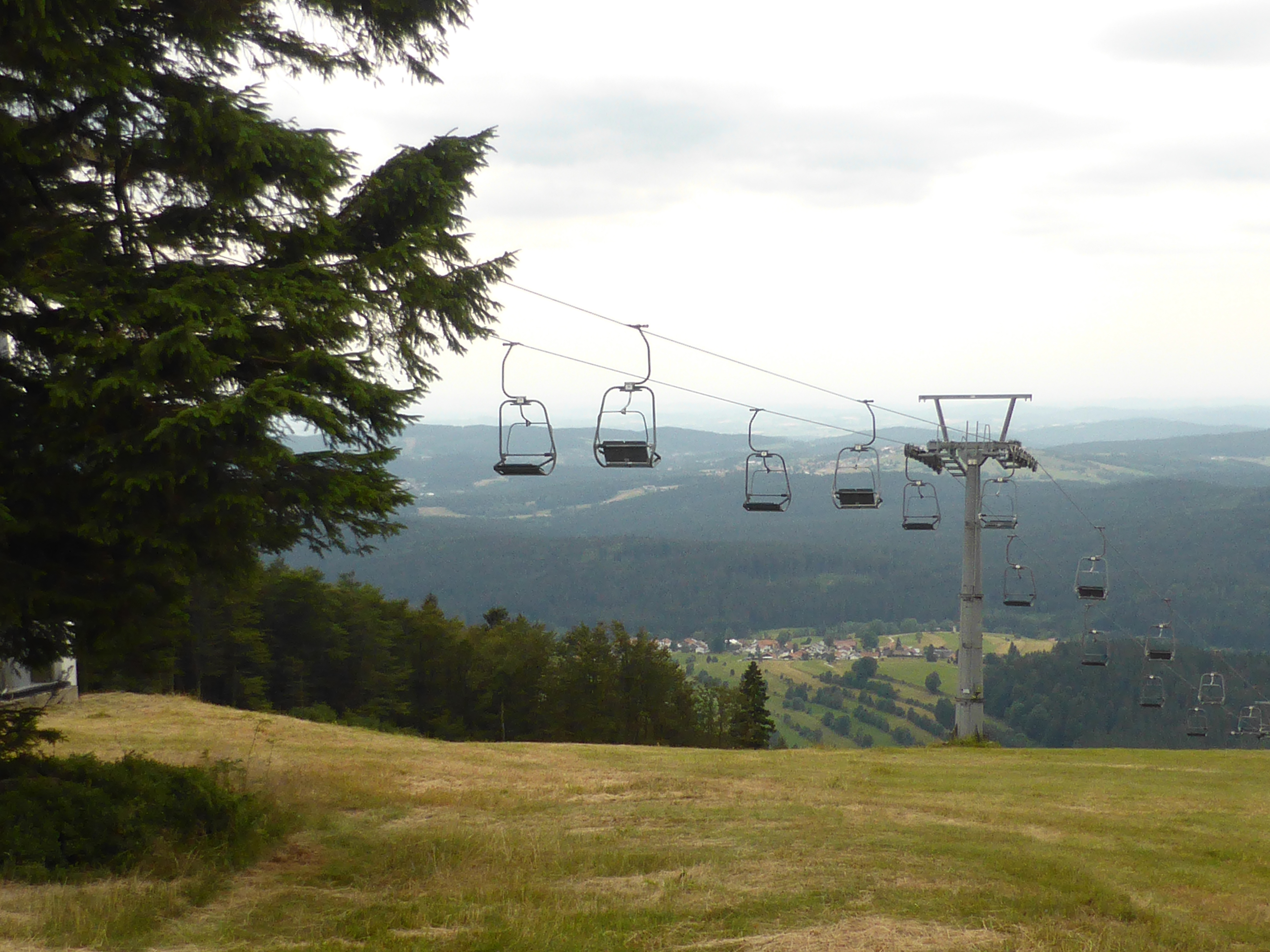
Sedačková lanovka na Almberg